# Department Musik
Department Musik ist ein deutsches Multi-Genre Independent-Label. Es wurde im Oktober 2012 als Schwesterfirma des Hip-Hop-Labels Chimperator Productions unter dem Namen Chimperator Department in Berlin gegründet. Als Geschäftsführer fungierten zunächst Sebastian Andrej Schweizer, Jan-Simon Wolff, Steffen Posner, Kodimey Awokou und Niko Papadopoulos. Im Sommer 2015 erfolgte nach der Trennung des Labels von Chimperator Productions die Umbenennung in Department Musik. Seitdem fungiert Wolff als alleiniger Geschäftsführer des Unternehmens. Zwischen 2013 und 2016 übernahm Sony Music Entertainment den Vertrieb der Veröffentlichungen der Firma. Seit Mitte 2016 ist die Warner Music Group für den Vertrieb verantwortlich. Aktuell sind die Künstler Finn und Kex Kuhl sowie die Band Grizzly bei dem Berliner Label unter Vertrag. Das Duo Die Lochis wurde im Rahmen einer Kooperation mit der Firma Mediakraft Networks vertraglich gebunden. In der Vergangenheit standen auch die Künstler Elenka, Lary, I Heart Sharks, Heisskalt, Psaiko.Dino, Lot und Miller unter Vertrag.

## Geschichte

### 2012–2015: Gründung und erste Erfolge

Ursprüngliches Logo von Chimperator Department

Im Oktober 2011 nahm das Hip-Hop-Label Chimperator Productions den Rapper Cro unter Vertrag. Dieser steuerte mit Easy die erste erfolgreiche Single des Labels bei und erreichte mit seinem Debütalbum Raop Platin-Status. Vor der Vertragsunterzeichnung von Cro war das Independent-Label laut Aussage des ebenfalls vertraglich gebundenen Maeckes „quasi ein ehrenamtlicher Verein“, durch den keiner der Mitarbeiter hatte Geld verdienen können. Aus dem kommerziellen Erfolg von Cro resultierte die Möglichkeit Chimperator auszubauen. Da bereits vorher mit Alben von Tua Veröffentlichungen über Chimperator Productions erschienen waren, die nicht in das Genre Hip-Hop eingeordnet werden konnten, bestand die Idee eine Abteilung zu gründen, die für Musik zuständig ist, die stilistisch „links und rechts von Rap“ verortet ist. Dazu wurde im Oktober 2012 Chimperator Department als Schwesterfirma von Chimperator Productions gegründet. Neben dem als Geschäftsführer fungierenden Sebastian Andrej Schweizer wurden mit Jan-Simon Wolff, Steffen Posner, Kodimey Awokou und Niko Papadopoulos vier weitere Gesellschafter und Geschäftsführer für die Firma gewonnen. Wolff war zuvor seit 2010 als A&R-Manager bei Universal Music Publishing tätig gewesen und hatte in dieser Funktion einen Autorenvertrag mit Cro abschließen können.
Anfang Oktober 2012 wurde mit der Rockband Heisskalt die ersten Musiker beim Independent-Label unter Vertrag genommen. Diese veröffentlichte am 11. Januar 2013 ihre zweite EP Mit Liebe gebraut in einer limitierten Auflage von 5.000 Einheiten über Chimperator Department sowie in Kooperation mit dem Independent-Musikvertrieb Groove Attack. Mit der Sängerin Lary folgte am 1. September 2013 die zweite Verpflichtung des Labels. Als erste Veröffentlichung Larys erschien am 4. September das Mixtape Lary says zum kostenlosen Herunterladen. Lary trat anschließend im Vorprogramm der Musiker Flo Mega und Ruffcats im Rahmen der Tournee „Mann über Board“ auf. Mitte September 2013 schloss Chimperator Department einen Vertriebsvertrag mit Sony Music Entertainment ab. Neben dem Vertrieb der Veröffentlichungen umfasste der Vertrag auch Leistungen des Marketings. Zeitgleich zur Bekanntgabe der Zusammenarbeit mit Sony wurde der Produzent Psaiko.Dino als dritter Künstler präsentiert. Dieser hatte zuvor als Praktikant bei Chimperator Productions gearbeitet und übernahm anschließend die Rolle des Tournee-Begleiters von Cro und Produzenten.
Die Elektro-Musikerin Elenka wurde Ende Oktober als vierter Künstler unter Vertrag genommen. Neben der Veröffentlichung der digitalen Single Schmetterling absolvierte Elenka Ende 2013 eine Tournee als Vorgruppe der Band Grossstadtgeflüster. Als erste reguläre Album-Veröffentlichung wurde Psaiko.Dinos Album #hangster zunächst für den 8. November 2013 angekündigt, später aber auf den 17. Januar 2014 verschoben. Das erste Musikvideo zum Album erschien zum Stück Klischees, einer Zusammenarbeit mit den Hip-Hop-Musikern Celo & Abdi und SAM. #hangster stieg auf Platz 7 der deutschen Album-Charts ein. Damit stellt es die erste Veröffentlichung von Chimperator Department dar, die sich in den Charts positionieren konnte. Am 21. März 2014 erschien mit Vom Stehen und Fallen das erste reguläre Studioalbum des Gruppe Heisskalt. Mit diesem konnte sie sich auf Rang 29 der deutschen Charts positionieren. Vom März bis Mai 2014 absolvierte Heisskalt eine über 30 Konzerte umfassende Tournee. Anfang Juni 2014 wurde der Popsänger Lot als weiterer Künstler des Labels präsentiert. Zeitgleich veröffentlichte Chimperator Department das Video Du führst Krieg über seinen YouTube-Kanal. Im Sommer 2014 folgte die EP Wie wär’s?, auf der Remixe Psaiko.Dinos von Stücken der österreichischen Sängerin Marla Blumenblatt enthalten sind.
Am 30. Juli 2014 wurde eine personelle Erweiterung des Labels bekannt gegeben. So wurde Lana Wittig als neue Künstlermanagerin vorgestellt. Diese war zuvor unter anderem bei der Plattenfirma Motor Music sowie als Managerin der Band I Heart Sharks tätig gewesen. I Heart Sharks wechselten gemeinsam mit Wittig zu Chimperator Department. Darüber hinaus wurde Patricia „Pia“ Dünnebier als neue Junior Product Managerin präsentiert. Am 12. September erschienen sowohl FutureDeutscheWelle, das Debütalbum der Sängerin Lary, als auch die EP Warum soll sich das ändern von Lot. Anfang 2015 begleitete Lot die Glücksrezepte-Tour des Sängers Teesy. Anschließend veröffentlichte Chimperator Department unter dem Titel 200 Tage das erste Album von Lot. Dieses stieg auf Platz 100 der deutschen Album-Charts ein. Elenka, deren Anuschka EP bereits im November 2014 erschienen war, veröffentlichte am 22. Mai 2015 ebenfalls ihr Debütalbum mit dem Titel Elenka.

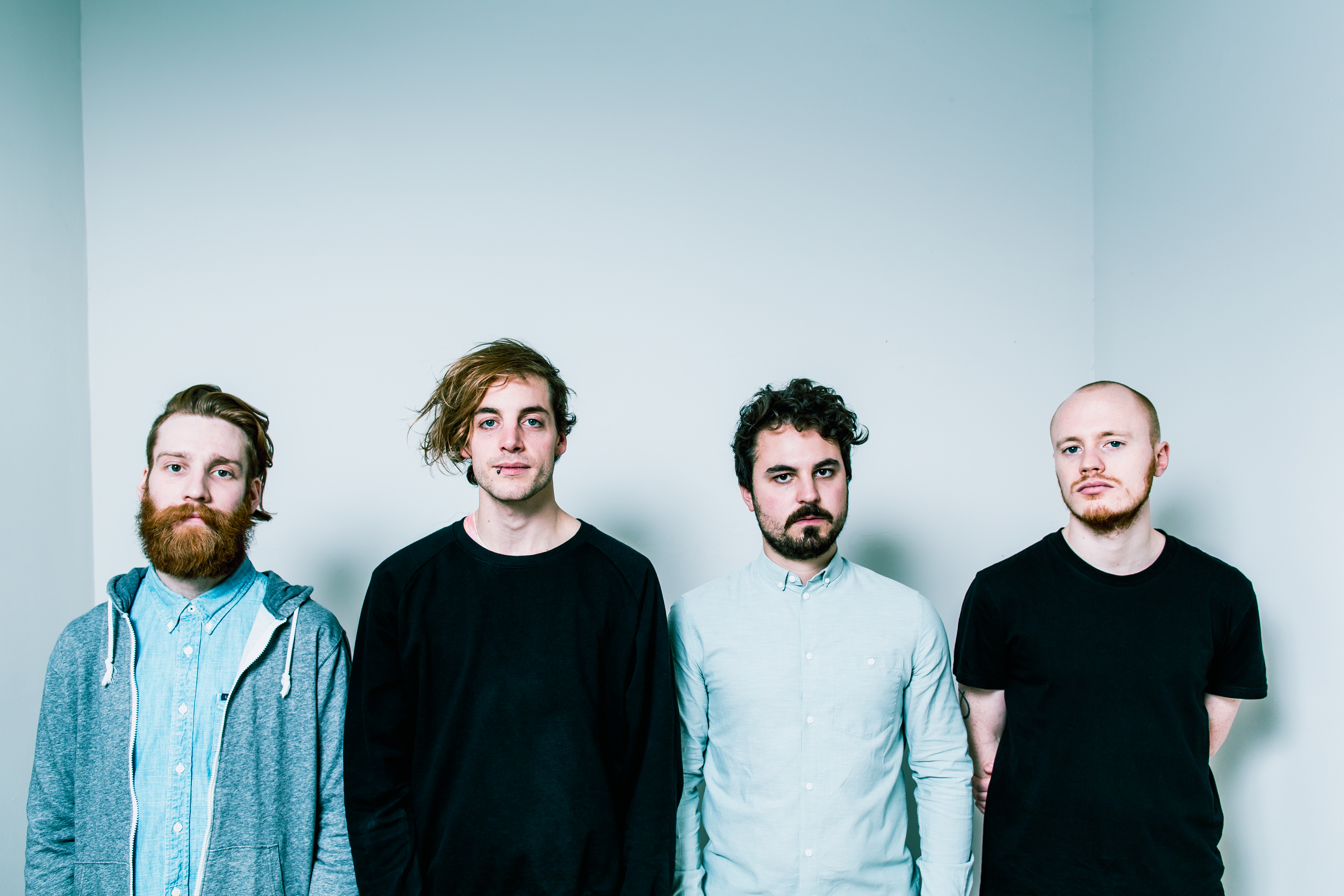
Heisskalt (2016)
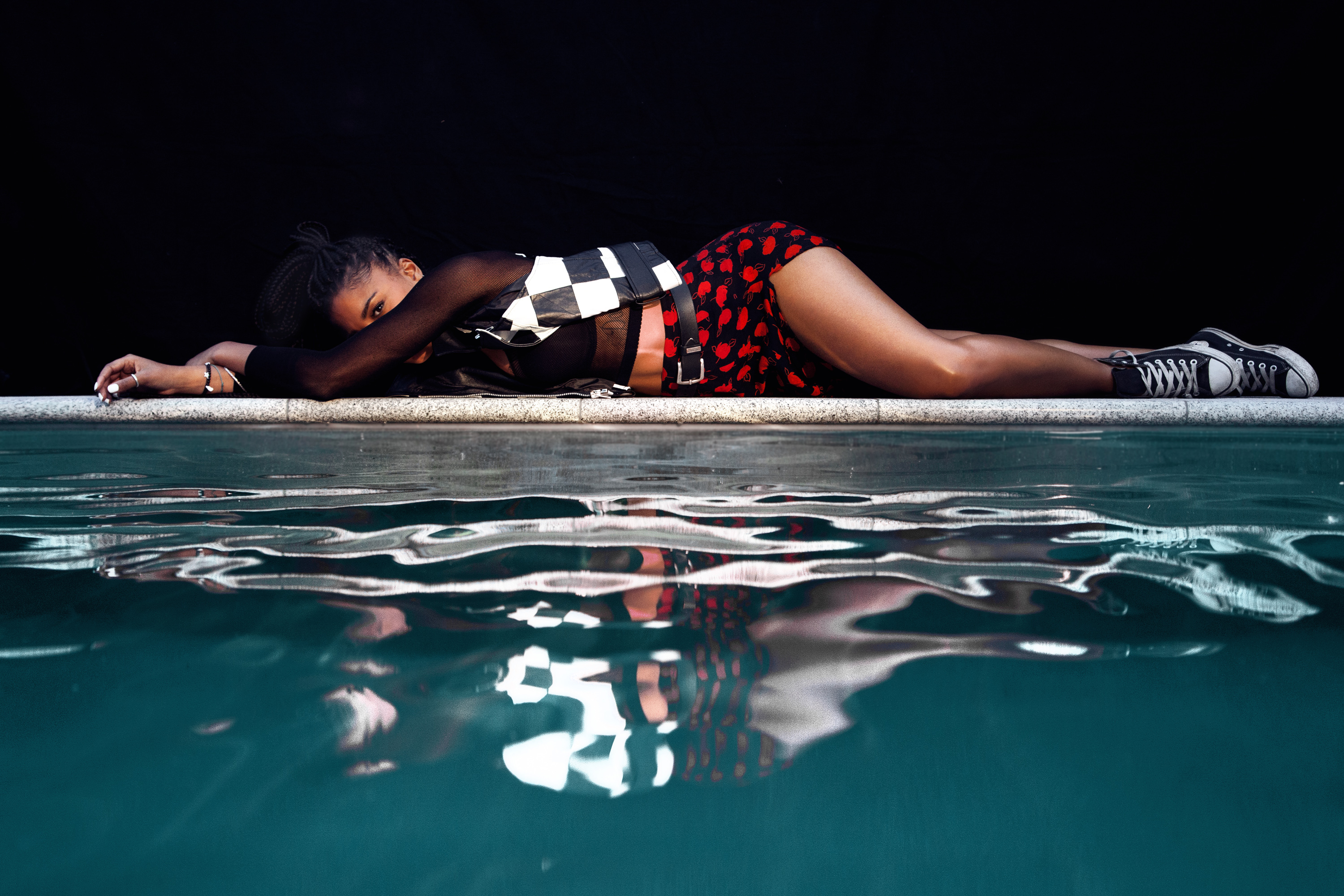
Lary (2014)
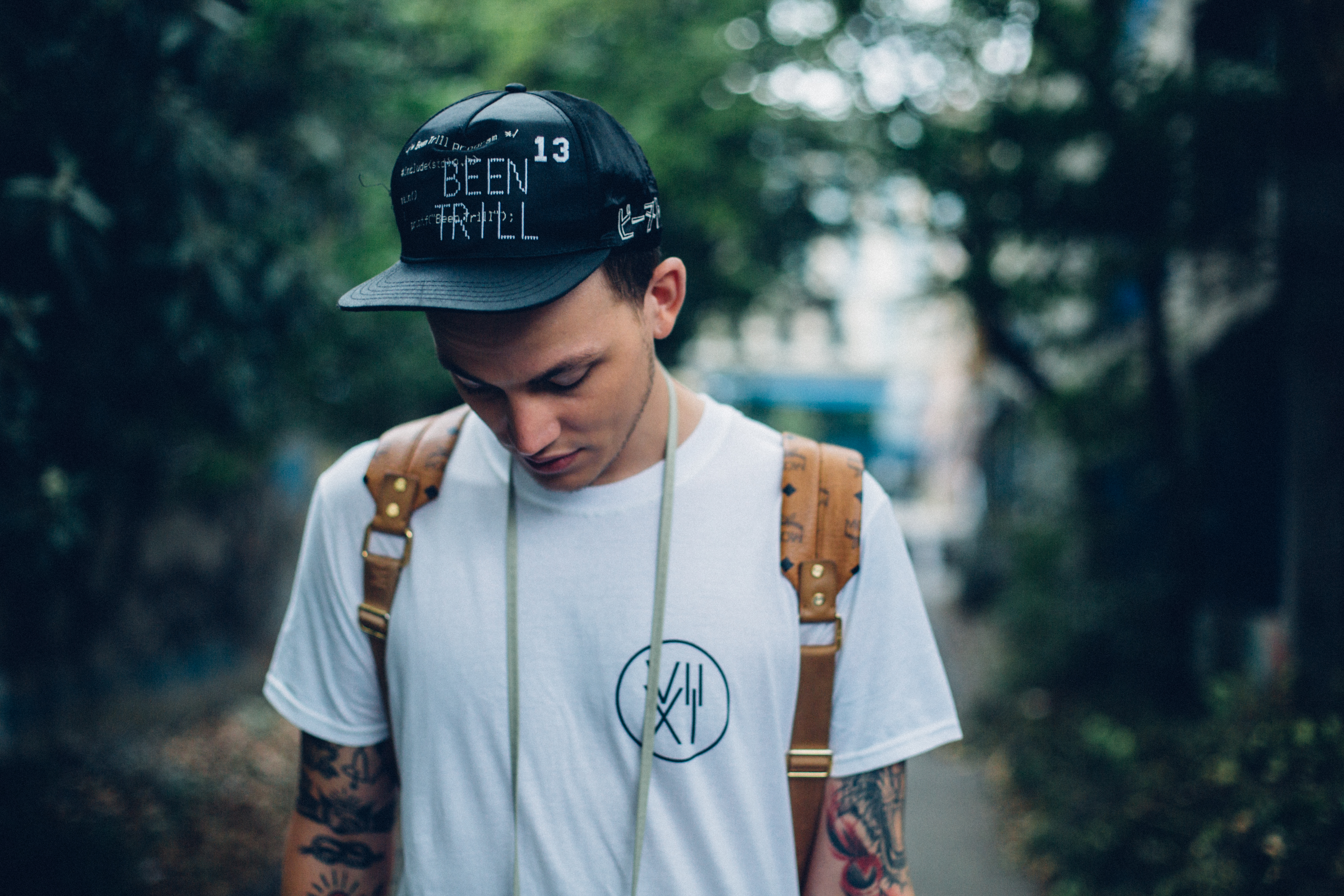
Psaiko.Dino (2015)
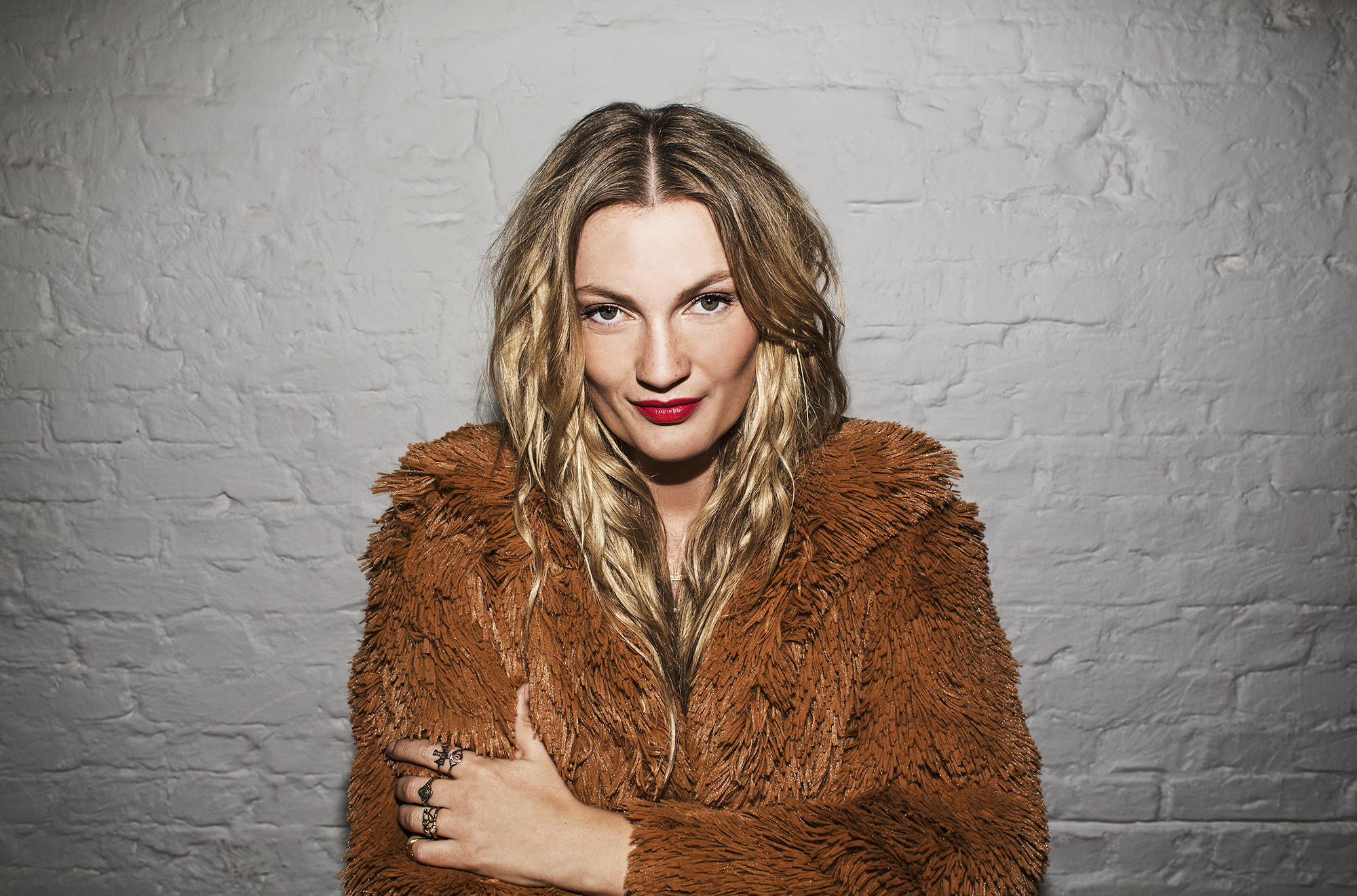
Elenka (2014)
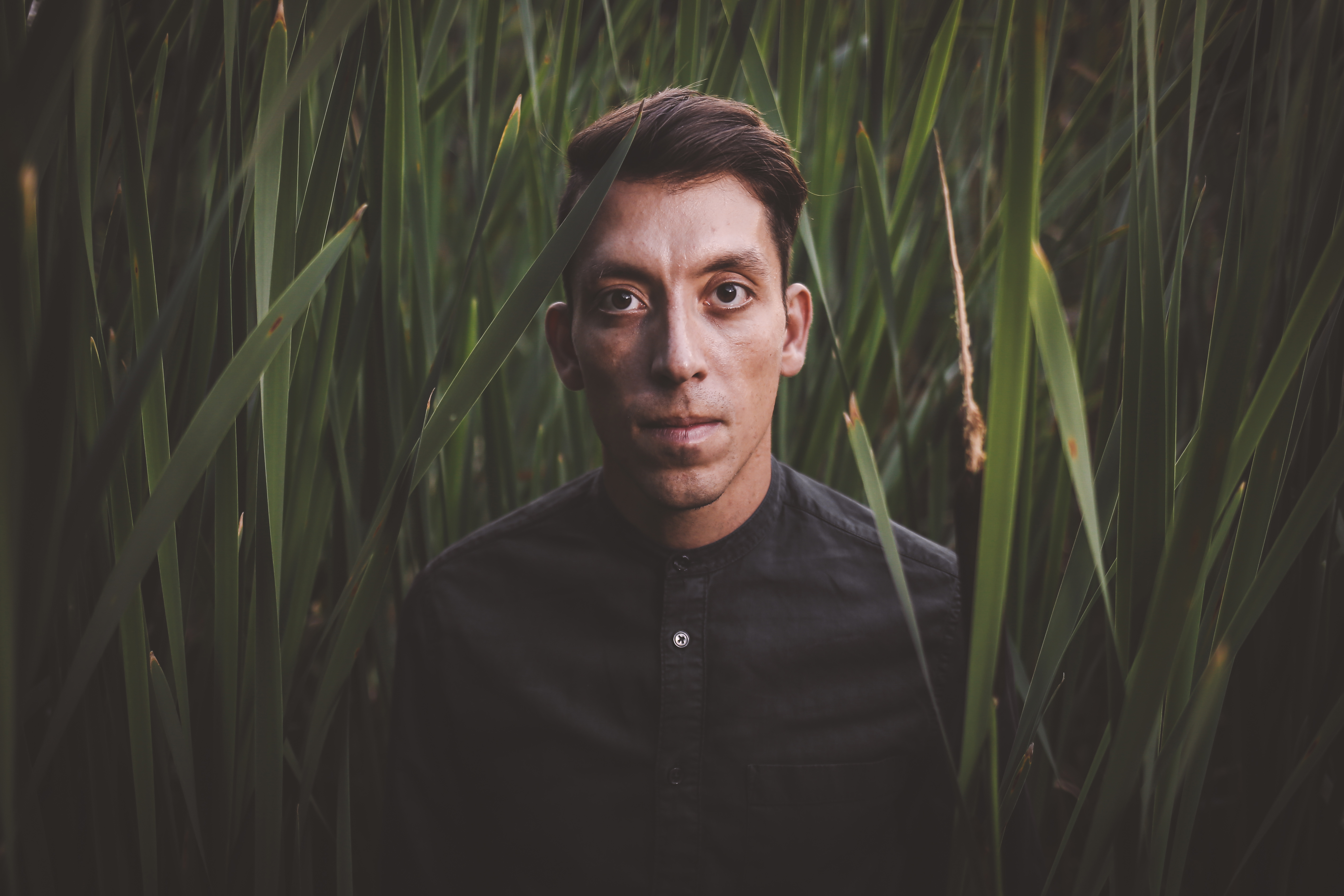
Lot (2016)

### Ab 2015: Umstrukturierung und Kooperationen mit Mediakraft und Warner Music

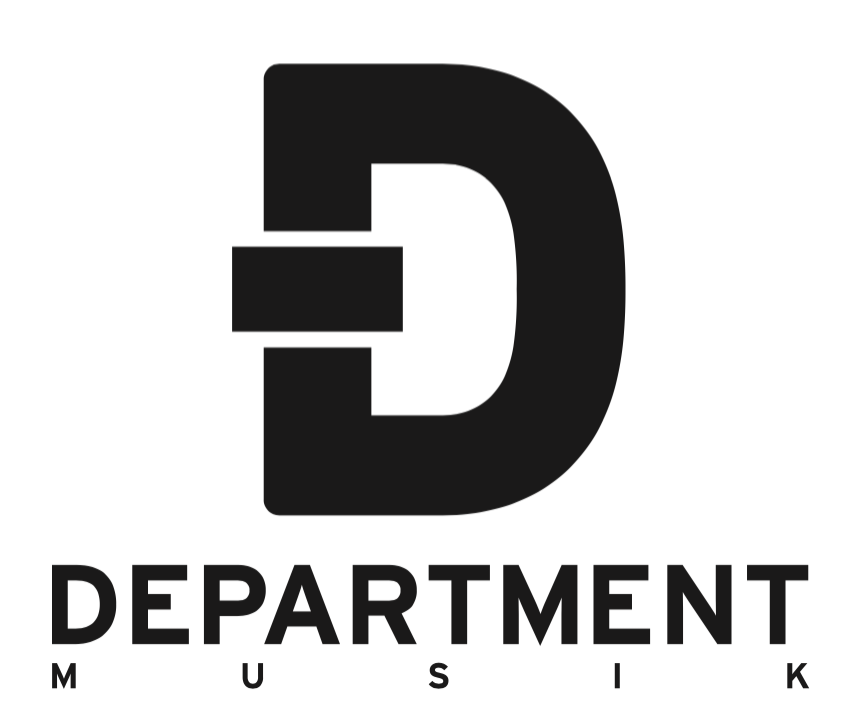
Logo von Department Musik (2015–2017)

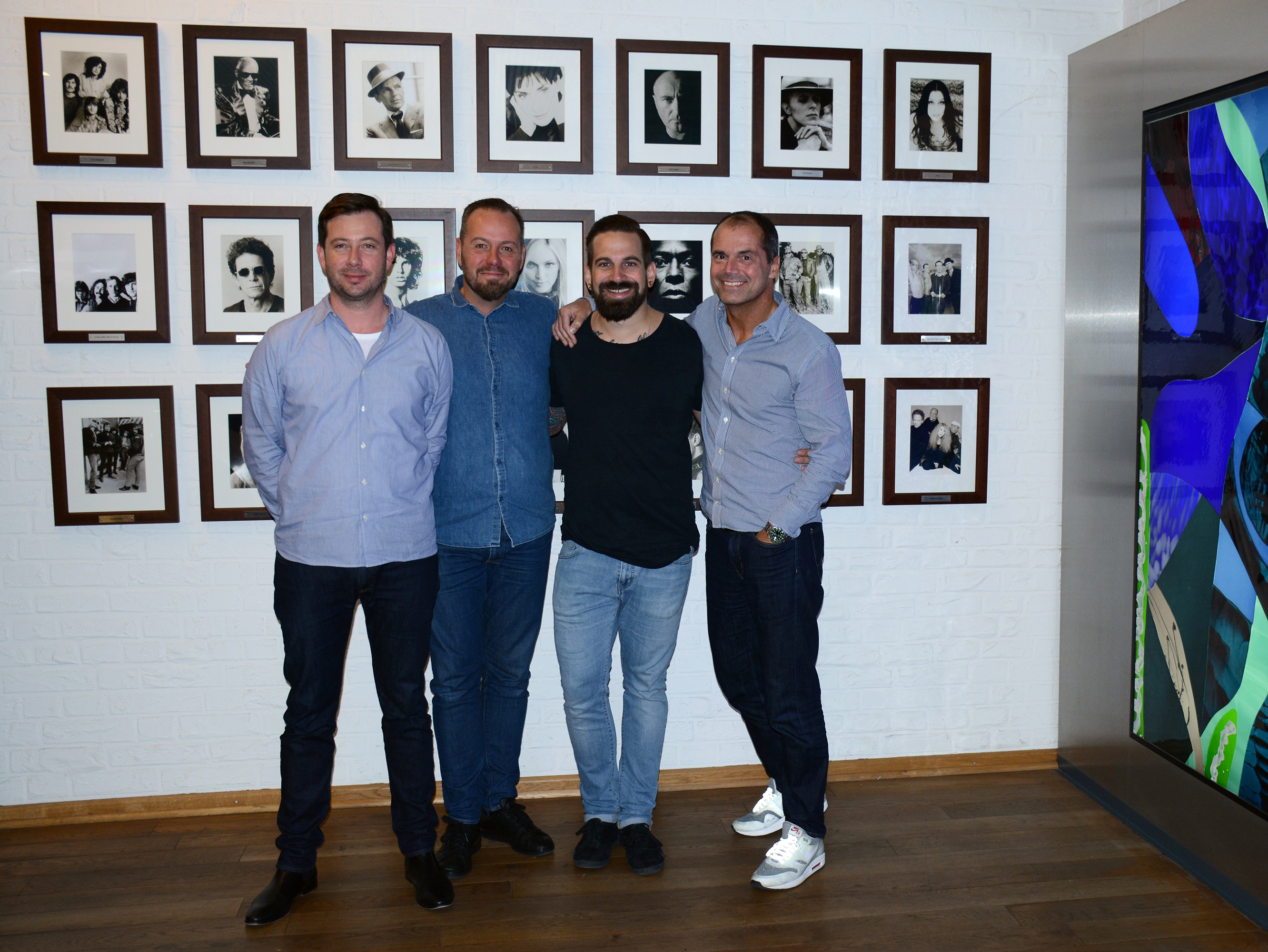
Kooperation zwischen Warner Music und Department Musik: Michael Kümmerle, Alexander Röhrs, Jan-Simon Wolff und Marcus Friedheim

Drei Jahre nach Gründung des Labels trennte sich Chimperator Department im Juli 2015 vom Unternehmen Chimperator Productions. Damit verbunden erfolgte eine Namensänderung in Department Musik. Zudem übernahm Jan-Simon Wolff die alleinige Geschäftsführung des Independent-Labels. Die strukturellen Änderungen hatten keinen Einfluss auf den Vertriebsvertrag mit Sony Music Entertainment. Im Sommer 2015 folgte darüber hinaus ein Kooperationsvertrag des Labels mit dem Multi-Channel-Network Mediakraft Networks. Dieses ist auf die Verbreitung und Vermarktung von YouTubern spezialisiert. Die Zusammenarbeit beider Unternehmen soll es Künstlern von Mediakraft ermöglichen, Musikalben zu veröffentlichen. Während Department Musik die Labelstrukturen bereitstellt, übernimmt Mediakraft die Online-Vermarktung der Alben. Mit der Single Ab geht’s des Zwillingsduos Die Lochis erschien die erste Veröffentlichung dieser Kooperation am 31. Juli 2015.
Am 29. August vertrat die Sängerin Lary im Rahmen des von Stefan Raab initiierten Bundesvision Song Contest 2015 das Bundesland Berlin. Mit ihrem Song Bedtime Blues erreichte sie Platz 11. Mit mehreren Auftritten im deutschen Pavillon war Musikerin Elenka auf der Weltausstellung Expo 2015 im italienischen Mailand vertreten. Ende 2015 folgten die Bedtime Blues Tour von Lary sowie die Veröffentlichung der Singles Bruder vor Luder, dem Titellied des gleichnamigen Films des Duos Die Lochis, und Pockets 2K15 von Psaiko.Dino. Zudem löste Department Musik die Künstlerverträge mit Elenka und Lary auf. Anfang 2016 erschien das Album Anthems von I Heart Sharks als Wiederveröffentlichung. Während I Heart Sharks anschließend bei Department Musik ausschied, erhielten die Bands Miller und Grizzly Künstlerverträge. Bereits am 27. Mai folgte die Veröffentlichung von Grizzlys Debütalbums unter dem Titel Kidlife Crisis. Im Anschluss daran absolvierte die Gruppe mehrere von der Booking-Agentur Extratours Konzertbüro organisierte Konzerte. Mit Vom Wissen und Wollen erschien am 10. Juni 2016 das zweite Studioalbum von Heisskalt. Im Vorfeld war die Band auf Tournee in Deutschland, Österreich und der Schweiz gewesen.
Im Sommer 2016 schloss Department Musik einen langfristigen Vertriebsvertrag mit der Warner Music Group ab. Seitdem übernimmt die Abteilung von Marcus Friedheim den zuvor von Sony Music abgedeckten Vertrieb. Als erstes Produkt aus der Zusammenarbeit mit dem Major-Label ging am 19. August das Debütalbum #zwilling von Die Lochis hervor. Dieses erreichte als erste Veröffentlichung des Independent-Labels Platz 1 der deutschen Albums-Charts. Auch in Österreich konnte die höchste Chart-Position belegt werden. Zudem positionierte sich #zwilling auf Rang 4 der Schweizer Album-Charts. Die Lochis veröffentlichten im Folgenden eine Symphoniker-Edition ihres Albums, absolvierten eine Tournee und wurden mit dem Goldene Kamera Digital Award ausgezeichnet. Im Herbst ging Heisskalt auf die Vom-Wissen-und-Wollen-Tournee zu der die Single Leben wert veröffentlicht wurde.
Ende November 2016 präsentierte Department Musik den Sänger Finn als neuen Künstler. Nach einer Reihe von Singleveröffentlichungen erschien am 10. Februar Finns Album Wie weit. Im Frühjahr ging das Label eine Zusammenarbeit mit der Rockband Loifior und dem Sänger Jannik Brunke ein. Es folgten die Alben Poison Arrows, das die Sängerin Marla Blumenblatt unter dem Pseudonym Marla Pétale aufgenommen hatte, und Neues Glück von Memo an Miller im Oktober 2017. Des Weiteren konzentrierte sich Department Musik auf die Pop-Punk-Band Grizzly. Nach der EP-Veröffentlichung Summer und mehreren Tourneen als Vorband von StaatsPunkrott und den Emil Bulls wurde im Winter das zweite Album der Band angekündigt, das am 19. Januar 2018 unter dem Titel Polaroids erschien. Mit Platz 51 stieg Grizzly erstmals in die Album-Charts ein. Mitte April 2018 unterschrieb der Rapper Kex Kuhl einen Vertrag bei dem Label.

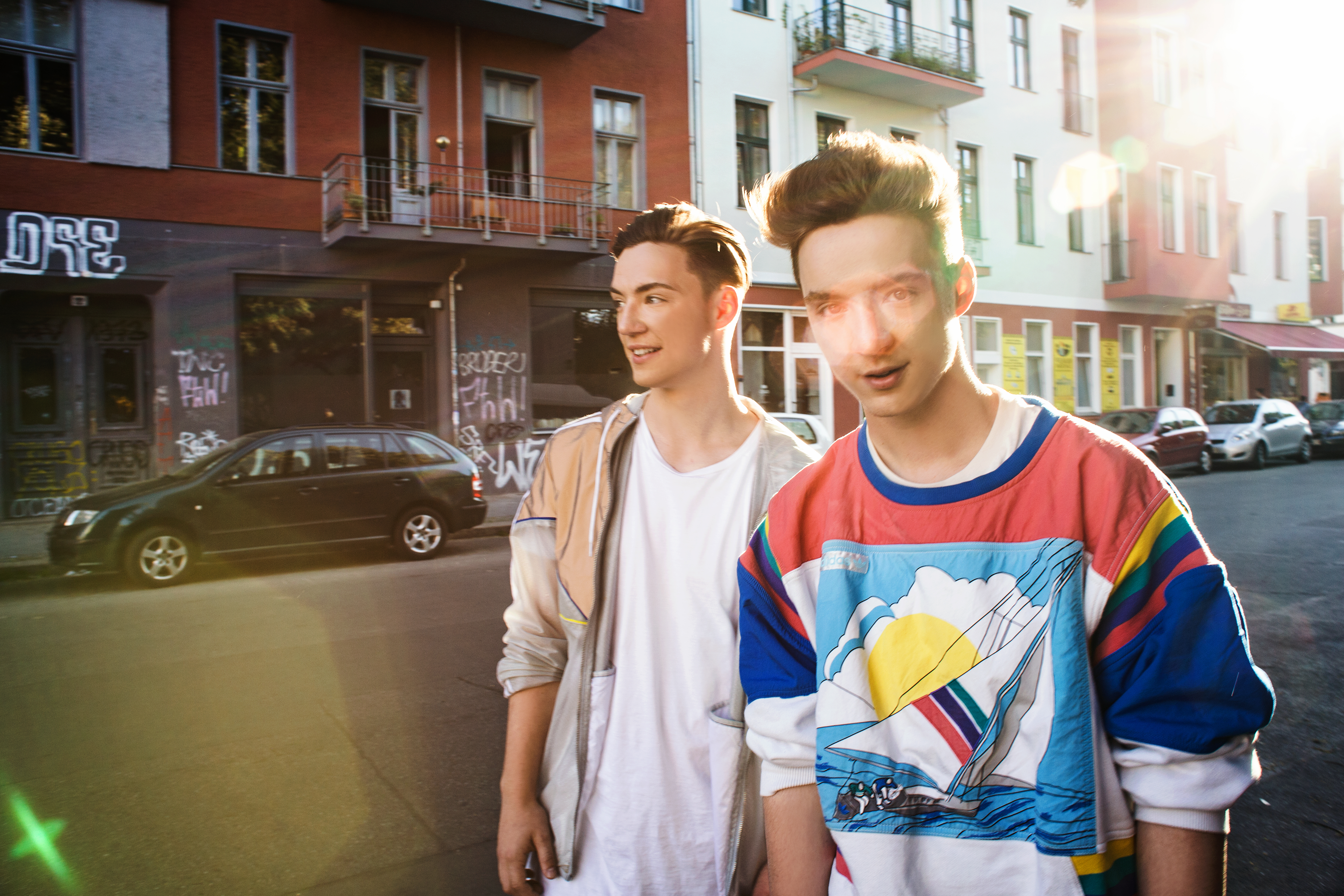
Die Lochis (2016)
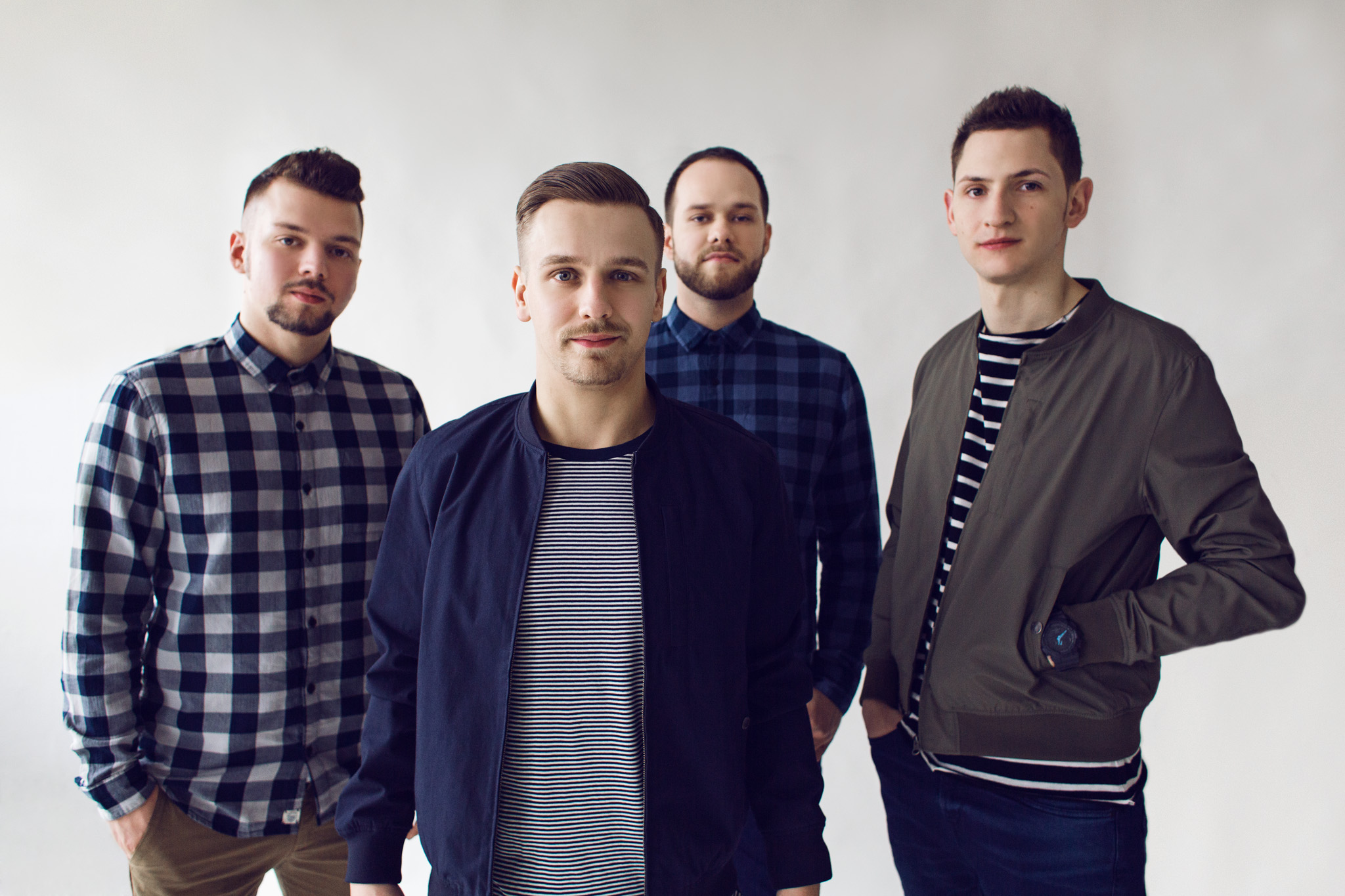
Miller (2015)
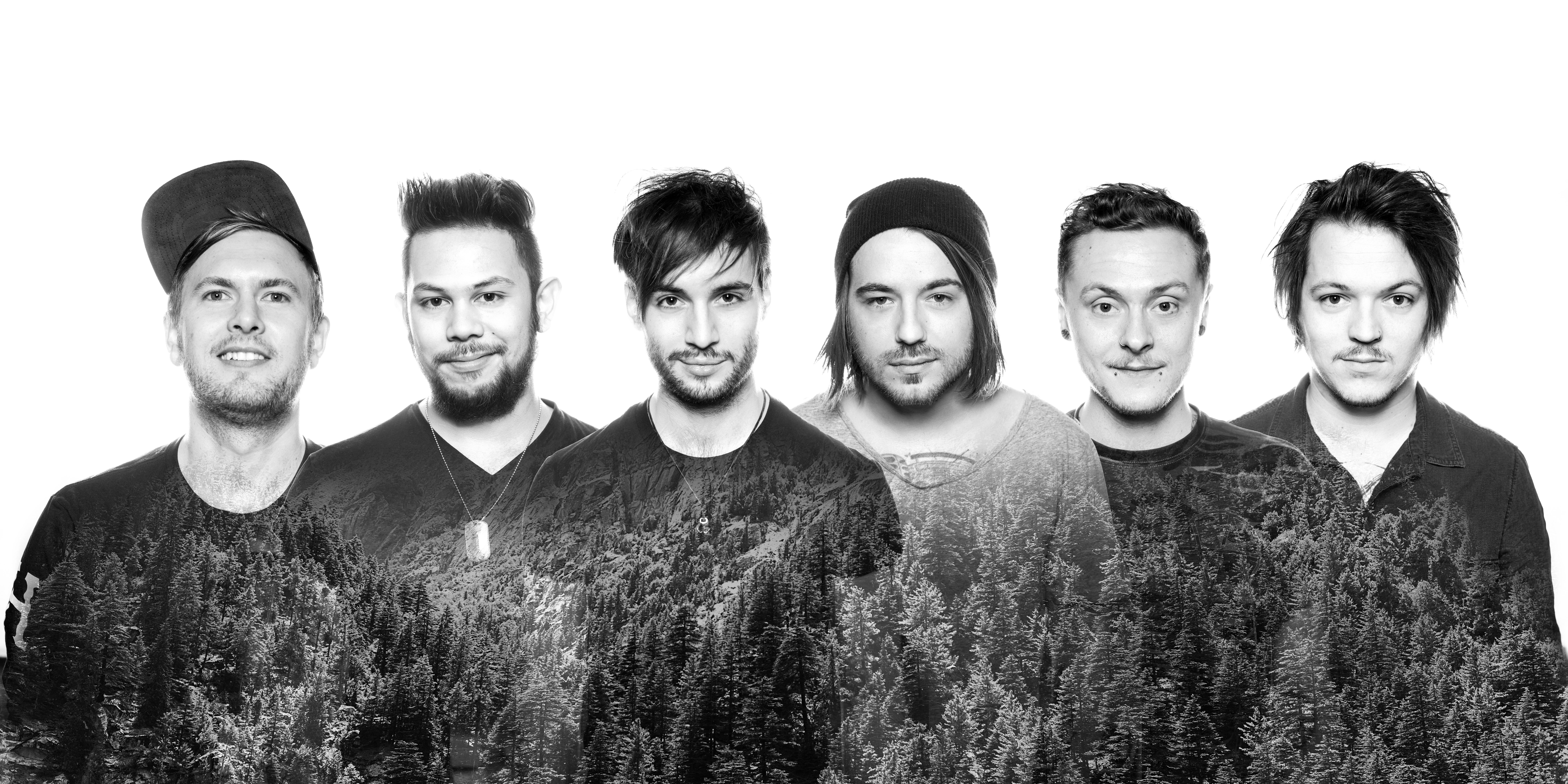
Grizzly (2016)
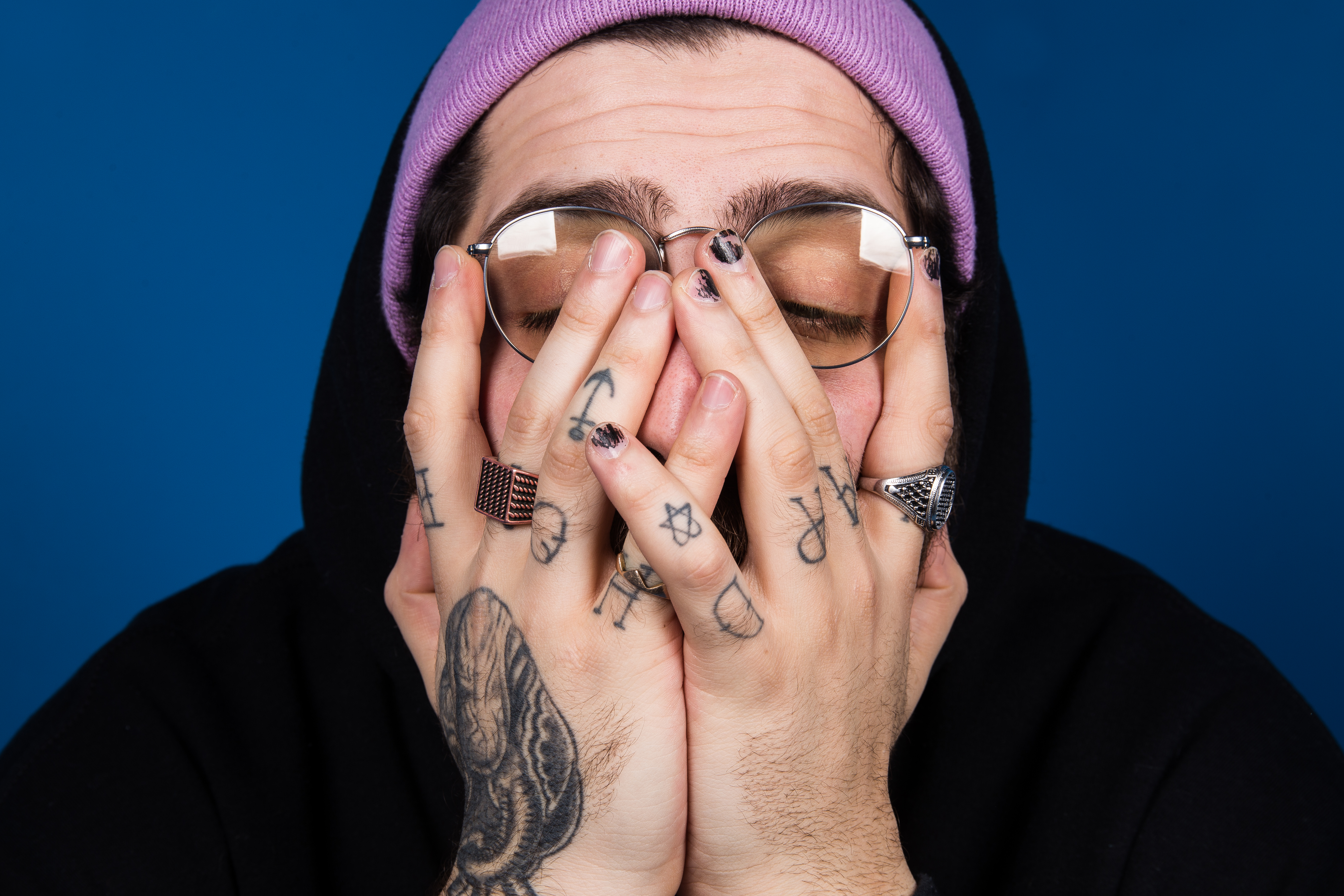
Kex Kuhl (2018)

## Diskografie

### Alben
| Titel                           | Künstler       | Veröffentlichung | Katalog-Nummer | Chartplatzierungen | Chartplatzierungen | Chartplatzierungen | Cover |
| Titel                           | Künstler       | Veröffentlichung | Katalog-Nummer | DE                 | CH                 | AT                 | Cover |
| ------------------------------- | -------------- | ---------------- | -------------- | ------------------ | ------------------ | ------------------ | ----- |
| #hangster                       | Psaiko.Dino    | 17. Jan. 2014    | CHIDEPTLP003   | 7                  | 42                 | 26                 |       |
| Vom Stehen und Fallen           | Heisskalt      | 21. März 2014    | 426036092011   | 29                 | —                  | —                  |       |
| FutureDeutscheWelle             | Lary           | 12. Sep. 2014    | CHIDEPTLP004   | —                  | —                  | —                  |       |
| 200 Tage                        | Lot            | 17. Apr. 2015    | CHIDEPTLP008   | 100                | —                  | —                  |       |
| Elenka                          | Elenka         | 22. Mai 2015     | CHIDEPTLP006   | —                  | —                  | —                  |       |
| Anthems                         | I Heart Sharks | 12. Feb. 2016    |                | —                  | —                  | —                  |       |
| Kidlife Crisis                  | Grizzly        | 27. Mai 2016     |                | —                  | —                  | —                  |       |
| Vom Wissen und Wollen           | Heisskalt      | 10. Juni 2016    | DEPTLP013      | 14                 | —                  | 40                 |       |
| #zwilling                       | Die Lochis     | 19. Aug. 2016    | 426036092035   | 1                  | 4                  | 1                  |       |
| #zwilling (Symphoniker Edition) | Die Lochis     | 25. Nov. 2016    |                | —                  | —                  | —                  |       |
| Wie weit                        | Finn           | 10. Feb. 2017    |                | —                  | —                  | —                  |       |
| Live                            | Heisskalt      | 31. März 2017    |                | 76                 | —                  | —                  |       |
| Der Plan ist übers Meer         | Lot            | 7. Apr. 2017     |                | —                  | —                  | —                  |       |
| #zwilling18                     | Die Lochis     | 12. Mai 2017     |                | —                  | —                  | —                  |       |
| Poison Arrows                   | Marla Pétale   | 20. Okt. 2017    |                | —                  | —                  | —                  |       |
| Neues Glück                     | Memo an Miller | 27. Okt. 2017    |                | —                  | —                  | —                  |       |
| Polaroids                       | Grizzly        | 19. Jan. 2018    |                | 51                 | —                  | —                  |       |
| Stokkholm                       | Kex Kuhl       | 13. Juli 2018    |                | —                  | —                  | —                  |       |

### DVDs
| Titel                         | Künstler   | Veröffentlichung | Katalog-Nummer | Chartplatzierungen | Chartplatzierungen | Chartplatzierungen | Cover |
| Titel                         | Künstler   | Veröffentlichung | Katalog-Nummer | DE                 | CH                 | AT                 | Cover |
| ----------------------------- | ---------- | ---------------- | -------------- | ------------------ | ------------------ | ------------------ | ----- |
| #zwilling18 (Live aus Zürich) | Die Lochis | 24. Nov. 2017    |                | —                  | —                  | —                  |       |

### EPs und Singles
| Titel                                              | Künstler                          | Veröffentlichung          | Katalog-Nummer                                          | Chartplatzierungen | Chartplatzierungen | Chartplatzierungen | Cover |
| Titel                                              | Künstler                          | Veröffentlichung          | Katalog-Nummer                                          | DE                 | CH                 | AT                 | Cover |
| -------------------------------------------------- | --------------------------------- | ------------------------- | ------------------------------------------------------- | ------------------ | ------------------ | ------------------ | ----- |
| Mit Liebe gebraut                                  | Heisskalt                         | 11. Jan. 2013             | EP                                                      | —                  | —                  | —                  |       |
| Mit Liebe geremixed                                | Heisskalt                         | 8. Apr. 2013 7. Okt. 2016 | Kostenloses Mixtape Kommerzielle Wiederveröffentlichung | —                  | —                  | —                  |       |
| Lary says                                          | Lary                              | 4. Sep. 2013              | Kostenloses Mixtape                                     | —                  | —                  | —                  |       |
| Schmetterlings EP                                  | Elenka                            | 2. Nov. 2013              | EP                                                      | —                  | —                  | —                  |       |
| Wolf                                               | Elenka                            | 7. März 2014              | Single                                                  | —                  | —                  | —                  |       |
| Wie wär’s?                                         | Psaiko.Dino vs. Marla Blumenblatt | 25. Juli 2014             | EP                                                      | —                  | —                  | —                  |       |
| Warum soll sich das ändern                         | Lot                               | 12. Sep. 2014             | EP                                                      | —                  | —                  | —                  |       |
| Anuschka EP                                        | Elenka                            | 21. Nov. 2014             | EP                                                      | —                  | —                  | —                  |       |
| Ab geht’s                                          | Die Lochis                        | 31. Juli 2015             | Single                                                  | 29                 | —                  | 27                 |       |
| Bedtime Blues                                      | Lary                              | 14. Aug. 2015             | Single                                                  | —                  | —                  | —                  |       |
| Bruder vor Luder                                   | Die Lochis                        | 18. Dez. 2015             | Single                                                  | 61                 | —                  | 49                 |       |
| Pockets 2K15                                       | Psaiko.Dino                       | 25. Dez. 2015             | Single                                                  | —                  | —                  | —                  |       |
| Der Plan ist übers Meer                            | Lot                               | 15. Juli 2016             | Single                                                  | —                  | —                  | —                  |       |
| Leben wert                                         | Heisskalt                         | 23. Sep. 2016             | Single                                                  | —                  | —                  | —                  |       |
| Lady                                               | Die Lochis                        | 14. Okt. 2016             | Single                                                  | —                  | —                  | —                  |       |
| Earth Song                                         | Die Lochis                        | 21. Okt. 2016             | Single                                                  | —                  | —                  | —                  |       |
| Zwei Zimmer, Küche, Bad                            | Lot                               | 11. Nov. 2016             | Single                                                  | —                  | —                  | —                  |       |
| Regenmädchen                                       | Finn                              | 25. Nov. 2016             | Single                                                  | —                  | —                  | —                  |       |
| Regenmädchen (Akustik)                             | Finn                              | 9. Dez. 2016              | Single                                                  | —                  | —                  | —                  |       |
| Königin der Dramen                                 | Finn                              | 20. Jan. 2017             | Single                                                  | —                  | —                  | —                  |       |
| Königin der Dramen (Akustik)                       | Finn                              | 27. Jan. 2017             | Single                                                  | —                  | —                  | —                  |       |
| Nische                                             | Lot feat. Alin Coen               | 10. Feb. 2017             | Single                                                  | —                  | —                  | —                  |       |
| Melodie                                            | Loifior                           | 17. Feb. 2017             | Single                                                  | —                  | —                  | —                  |       |
| Summer                                             | Grizzly                           | 10. März 2017             | EP                                                      | —                  | —                  | —                  |       |
| Nordlicht                                          | Loifior                           | 24. März 2017             | EP                                                      | —                  | —                  | —                  |       |
| Unsichtbar                                         | Memo an Miller                    | 31. März 2017             | Single                                                  | —                  | —                  | —                  |       |
| Nicht ich                                          | Jannik Brunke                     | 28. Apr. 2017             | Single                                                  | —                  | —                  | —                  |       |
| 1000 Sonnen                                        | Finn                              | 23. Juni 2017             | Single                                                  | —                  | —                  | —                  |       |
| Nicht ich (Seaside Session)                        | Jannik Brunke                     | 22. Sep. 2017             | Single                                                  | —                  | —                  | —                  |       |
| Turkish Coffee                                     | Marla Pétale                      | 22. Sep. 2017             | Single                                                  | —                  | —                  | —                  |       |
| Es hört nie auf                                    | Memo an Miller                    | 6. Okt. 2017              | Single                                                  | —                  | —                  | —                  |       |
| Feuersturm                                         | Memo an Miller                    | 20. Okt. 2017             | Single                                                  | —                  | —                  | —                  |       |
| Opium and Bondage                                  | Marla Pétale                      | 20. Okt. 2017             | Single                                                  | —                  | —                  | —                  |       |
| Es tut mir leid (von Liebe, Hoffnung und Realität) | Finn                              | 24. Nov. 2017             | Single                                                  | —                  | —                  | —                  |       |
| Müde                                               | Kex Kuhl                          | 13. Apr. 2018             | Single                                                  | —                  | —                  | —                  |       |
| Alte Götter                                        | Kex Kuhl                          | 25. Mai 2018              | Single                                                  | —                  | —                  | —                  |       |
| Stokkholm                                          | Kex Kuhl                          | 8. Juni 2018              | Single                                                  | —                  | —                  | —                  |       |